# Guernseys vapen
Guernseys statsvapen är den officiella symbolen for det Brittiska kronbesittningen Guernsey. Det innehåller en röd sköld med tre guld lejon och uppe på finns en liten gren av blad. Den här har mycket lik än Normandie,  Jerseys och Englands statsvapen.